# Чистик (деревня)
Чистик — деревня в Смоленской области России, в Руднянском районе. Расположена в западной части области в 6,5 км к востоку от Рудни, в 3 км к северу от автодороги А141 Орёл — Витебск на южной окраине болота Чистик. Население — 855 жителей (2007 год). Административный центр Чистиковского сельского поселения.

## Экономика
Средняя школа, дом культуры. Во времена СССР градообразующим  было торфопредприятие «Чистик» (филиал ОАО «Смоленскторф»). Сейчас это предприятие банкрот, остов заводских корпусов разрушается.

## Галерея

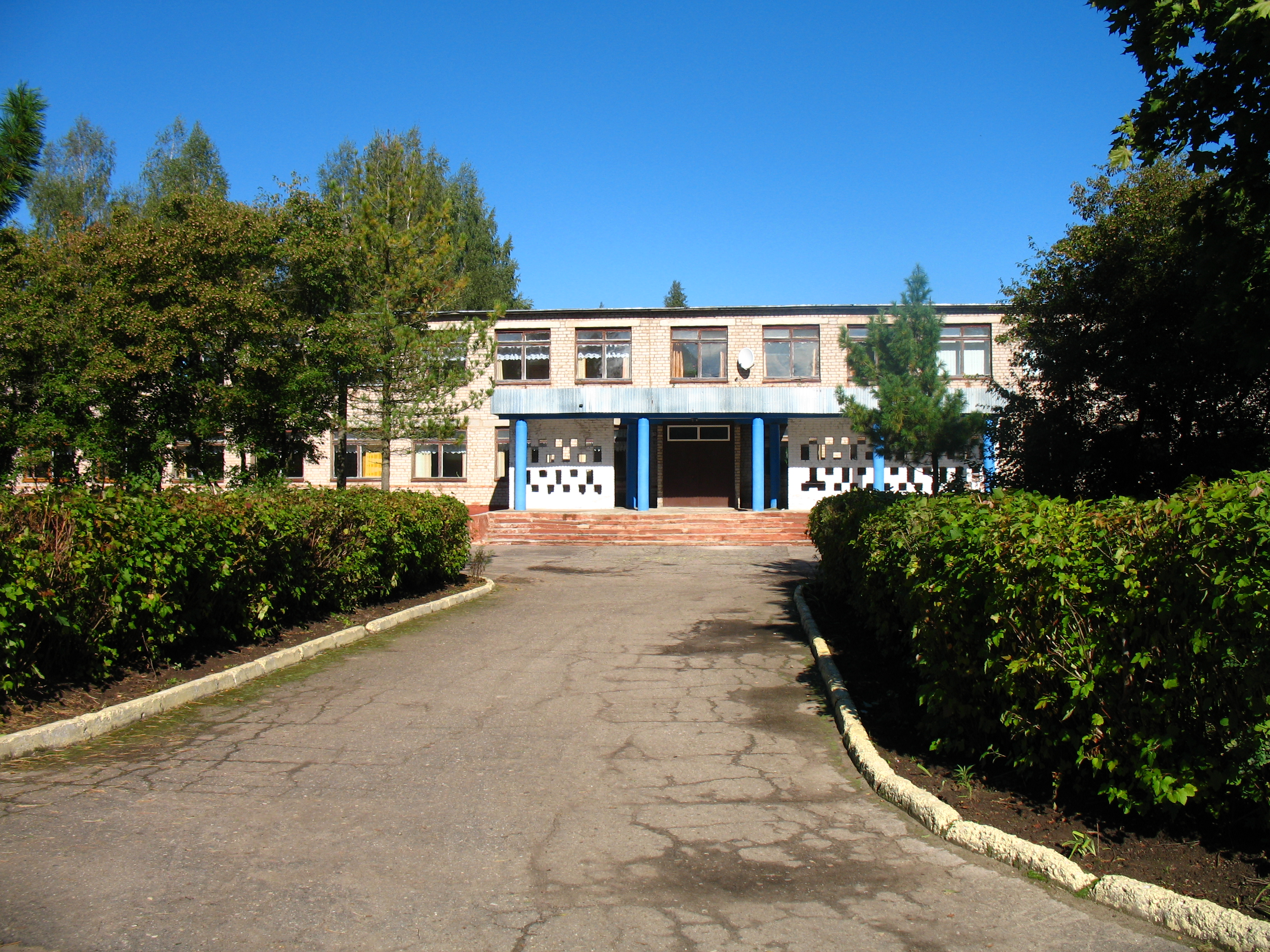
Средняя школа
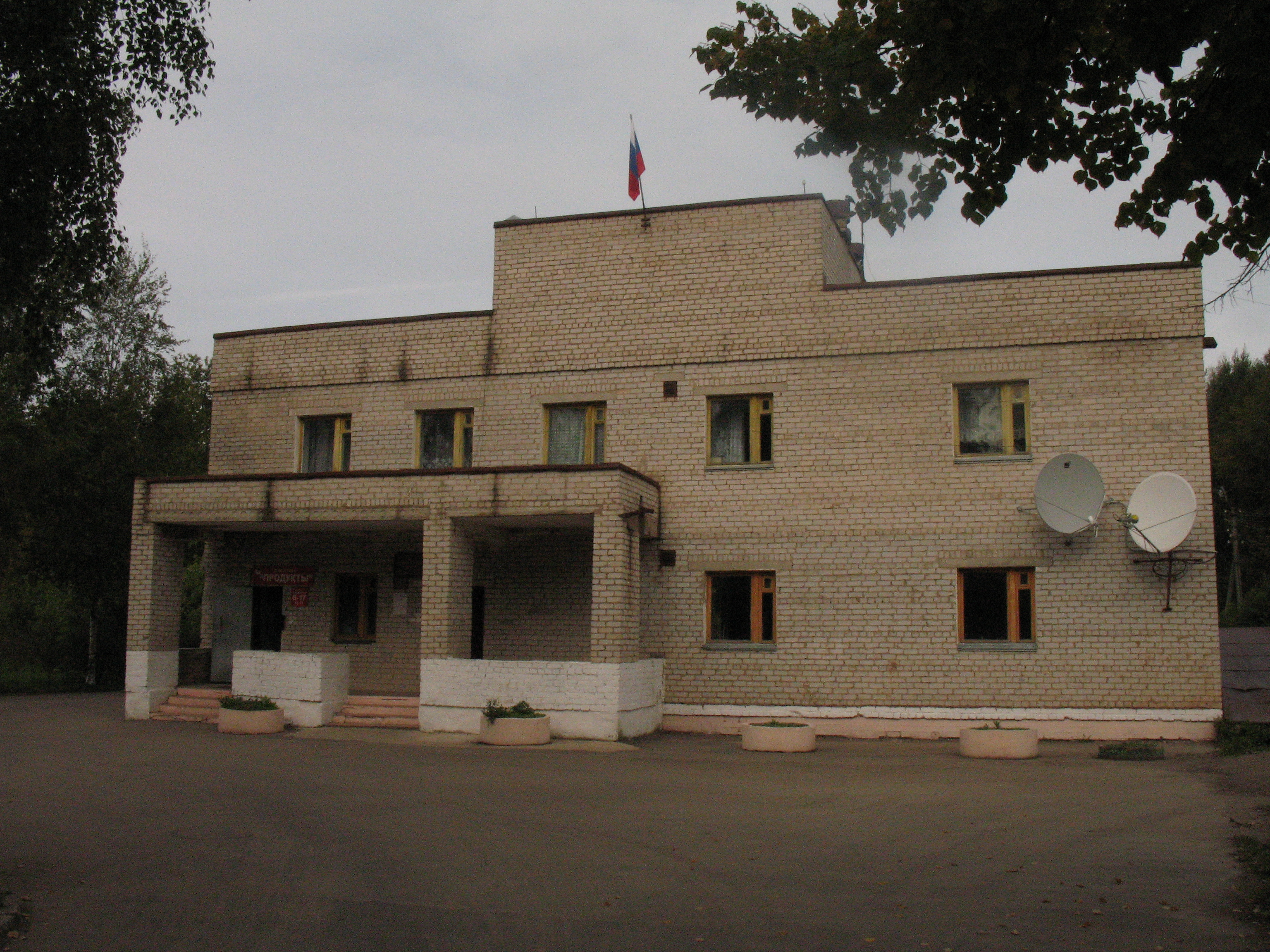
Поселковая администрация
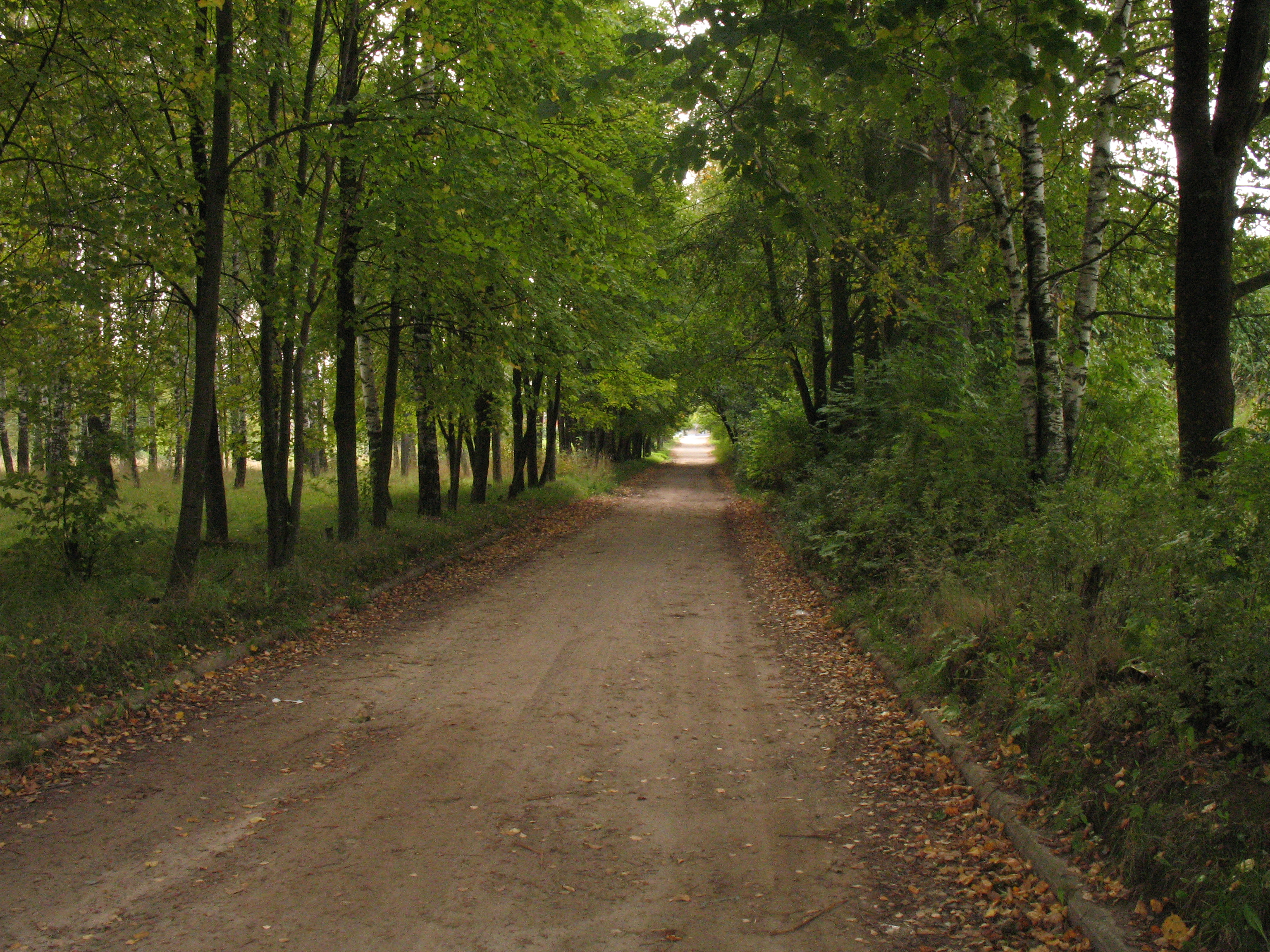
Аллея
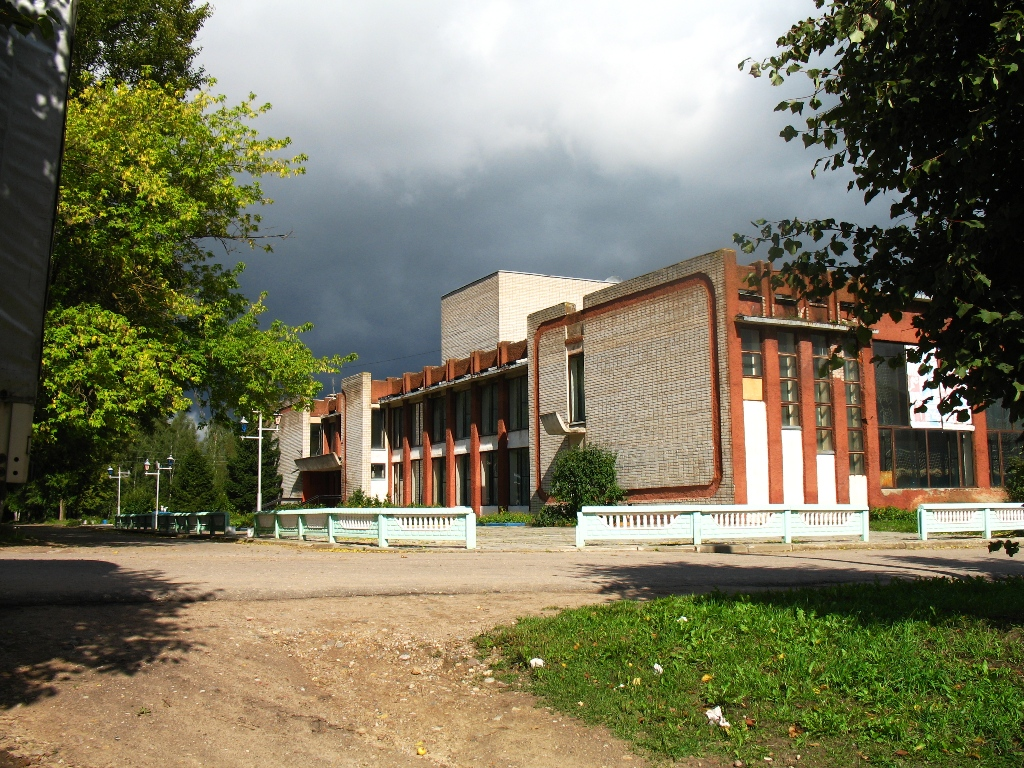
Дом культуры